# Literatura en chuvasio
Literatura en chuvasio es la literatura realizada en idioma chuvasio, lengua túrquica, mayoritariamente en Chuvasia, una de las repúblicas rusas.
Ya a finales del siglo XVIII se publicó una gramática chuvasia basada en el alfabeto cirílico ruso y que no fue aceptada. Tenían una rica cultura oral con narraciones épicas, históricas y cotidianas, cuentos y leyendas, cuya primera compilación se realizó en el siglo XVIII. Hacia 1840 N.Y. Polorusov publicó la compilación Pülere Iln (El declive de la ciudad de Böler), con textos en chuvasio. El húngaro Meszaros también publicó sobre ellos la Caulas Nepköltesi Gyujtemeni (Literatura popular chuvasia).
El historiador, etnógrafo y folclorista S. M. Mikhailov (1821-1861) escribió en 1853 las Conservaciones, leyendas y lengua de los chuvasios, lo que despertó entre sus paisanos el interés por la cultura autóctona. Así Iván Yákovlev (1848-1930) fundó y dirigió en 1868 en Simbirsk la primera escuela chuvasia (llegarían a ser 12 escuelas en 1905) y entre 1871-1872, con la colaboración de I. N. Ulianov, adaptó el alfabeto cirílico al chuvasio, a la vez que el ruso Zolotnickij compuso en Kazán, en 1875, Kornevoj Chuvashsko-russkij slovar (Diccionario chuvasio-ruso). Esto facilitó la expansión de la primera escritura en chuvasio, con autores como I. I. Ivanov (1848-1885), I. N. Jurkin (1863-1943), retratistas de costumbres, y el poeta M. F. Fedorov (1848-1904) con Arşurri (Bosque de sabiduría). Más tarde, el mismo Iakovlev fundaría en 1877 la Escuela Central de Maestros Chuvasios y en 1890 el Centro Cultural Chuvasio.
A partir de 1905 apareció una segunda generación de autores chuvasios, como el satírico M. F. Akimov (1884-1914), el poeta revolucionario Tair Timki (T. S. Semenov, 1899-1916), N. I. Polorussov-Shelebi (1881-1945), G. A. Korenkov (1884-1958), N. Shubossinni (1884-1942), quién compuso el poema narrativo El cuento de Iantrak (1908), y Konstantin V. Ivanov (1890-1915), autor del poema narrativo Narspi (La dama del Newruz, 1908), crítica a los valores sociales y patriarcales.
Paralela a la Revolución rusa de 1917, se formó una nueva generación de poetas chuvasios comunistas como M. Sespel’ (M. K. Kuzmin, 1899-1922), I. E. Akhakh (1898-1920) y G. V. Tal-Mrza (1895-1921), luchadores durante la Revolución de octubre. También destacaron los autores satíricos I. E. Tkhti (1889-1938), las narraciones de I. I. Muchi (1895-1946), así como los dramaturgos F. P. Pavlov (1892-1931), M. F. Akimov Arvi (1895-1972) y N. S. Efremov (1895-?), continuado por I. S. Maksimov-Koshkinsky (1893-1975) y P. N. Osipov (1900-?). En prosa destacaron los cuentos y novelas de D. V. Isaev (1905-1930), M. D. Trubina (1888-1956), S. F. Fomin (1903-1936) y M. N. Danilov (1894-1944) de carácter revolucionario. La creación de la revista mensual de carácter artístico, literario y sociopolítico Suntal (El yunque) en 1924 favoreció la creación literaria; en 1946 fue rebautizada cómo Yalâv (La bandera); en ella se publicaron trabajos importantes de Semen Vasiliyevis Elker (1894-1966), P. P. Khuzangai (1907-1970), N. T. Vasianka (1903-?), I. S. Tuktash (1907-1957) y V. E. Mitta (1908-1957), entre otros.
En la década de 1930 se impuso el realismo socialista con los jóvenes autores Ia. G. Ukhsai (1911), Leonid Agakov (1910-1977), A. F. Talvir (1909-1979), A. D. Kalgan (1911), Ivan Ivnik (1914-1942), Arkady Eshkel' (1914), M. Uip (M. Shulimov 1911-1970), A. E. Alga (1913-1977), Nikolai Aizman (1905-1967), Aleksandr Alga (1913-1977), Vassili Krasnov-Asli (1900) y S. Xaula (1910-1976). Peder Khuzengai tradujo a Pushkin al chuvasio.
Después de la Segunda Guerra Mundial, destacaron autores como Stokhvan Shavlij (1910-1976); Nikolai Polorusov-Shelebi, K. S. Turkhan (1915); V. L. Sadai (1926); V. S. Alendei (1919); D. A. Kibek (1914); A. S. Artemiev (1924); V. V. Ukhli (1914); N. F. Ilbekov (1915); F. E. Uiar (1914); V. Paiman (1907-19763); N. F. Mran’ka (1901-1973); V. T. Rzhanov ( V. Rzaj, 1915) con Entip (1958); A. A. Voroviev (1922-1976); G. A. Efimov (1928); V. I. Davydov-Anatri (1917); A. A. Galkin (1928); N. T. Terent’ev (1925); A. V. Emel’ianov (1932); G. V. Krasnov (1936); M. N. Iukhma (1936) y otros como P. Morozov y M. Sumilov-Uyar.

## Literature
- «Чӑваш литературин антологийĕ», составители: Д. В. Гордеев, Ю. А. Силэм. Cheboksary, 2003. ISBN 5-7670-1279-2 .
- Виталий Родионов, «Чӑваш литератури. XVIII—XIX ĕмĕрсем», Cheboksary, 2006. ISBN 5-7670-1463-9.
- Юхма Мишши, "Авалхи чăвашсем, Cheboksary, 1996.

- Datos: Q2486201